# کیم هی سوک
کیم هی سوک (김혜숙؛ متولد حدود ۱۹۵۵) فیلسوف و استاد فلسفه زن اهل کره جنوبی است.
کیم تحصیلات خود را در Ewha آغاز کرد در سال ۱۹۷۶ مدرک لیسانس در ادبیات انگلیسی و کارشناسی ارشد در فلسفه مسیحی در سال ۱۹۷۹ گرفت. او در سال ۱۹۸۷ دکترای خود را در دانشگاه شیکاگو با پایان‌نامه ای در زمینه معرفت‌شناسی به پایان رساند. او در فلسفه هنر، معرفت‌شناسی، و مطالعات زنان تخصص دارد، و به عنوان دستیار سردبیر مجله بین‌المللی فمینیستی سیاست خدمت کرده‌است.
از سال ۱۹۸۷ استاد فلسفه در دانشگاه Ewha Womans بوده و در سال ۲۰۱۷ به عنوان رئیس دانشگاه انتخاب شد.